# 岡嵜康悦
岡嵜 康悦（おかざき こうえつ、1979年7月3日 - ）は、日本の男性総合格闘家。大阪府大阪市出身。中之島MMAアカデミー主宰。柔道黒帯。元修斗世界バンタム級王者。

## 来歴
2004年4月11日、田村貴生戦でプロ修斗デビュー。11月25日、新人王トーナメント決勝で田澤聡と対戦、5分2Rの本戦では岡嵜の反則減点もあり引き分け、延長戦では反対に田澤が反則を犯したため失格となり、岡嵜がフェザー級新人王となった（公式記録は引き分け）。
2006年11月4日、田澤聡と2年振りに再戦し、3-0の判定勝ちを収めた。
2007年5月18日、山本篤と対戦し、2-0の判定勝ちを収めた。
2008年3月28日、修斗世界フェザー級（-60kg）王座決定戦で上田将勝と対戦し、0-3の判定負けを喫し王座獲得に失敗した。
2009年10月18日、初代修斗環太平洋フェザー級王座決定戦で扇久保博正と対戦。1Rにスリーパーでキャッチを奪われるも、2Rに右フックでダウンを奪いパウンドでKO勝ちを収め王座獲得に成功した。
2010年7月19日、修斗環太平洋フェザー級王座防衛戦で徹肌ィ郎と対戦し、3-0の判定勝ちを収め王座の初防衛に成功した。
世界王座獲得に専念するために2011年1月30日付けで修斗環太平洋フェザー級王座を返上した。
2011年4月29日、修斗伝承 2011で勝村周一朗の持つ修斗世界フェザー級王座に挑戦し、右ストレートでダウンを奪いパウンドでKO勝ちを収め王座獲得に成功した。
2012年5月18日、修斗世界フェザー級チャンピオンシップで扇久保博正と対戦し、スリーパーホールドで一本負けを喫し王座陥落した。
2013年5月31日、ONE FC初参戦となったONE FC 9の世界バンタム級暫定王座決定戦でビビアーノ・フェルナンデスと対戦し、0-3の判定負けを喫し王座獲得に失敗した。
2017年5月、大阪府大阪市北区に自身のジムファイトシェイプジム AQUA UMEDAを開設した。

## 戦績

### プロ総合格闘技
| 総合格闘技 戦績 | 総合格闘技 戦績 | 総合格闘技 戦績 | 総合格闘技 戦績 | 総合格闘技 戦績 | 総合格闘技 戦績 | 総合格闘技 戦績 |
| --------------- | --------------- | --------------- | --------------- | --------------- | --------------- | --------------- |
| 16 試合         | (T)KO           | 一本            | 判定            | その他          | 引き分け        | 無効試合        |
| 10 勝           | 3               | 1               | 6               | 0               | 1               | 0               |
| 5 敗            | 0               | 1               | 4               | 0               | 1               | 0               |

| 勝敗 | 対戦相手                   | 試合結果                            | 大会名                                                                                                 | 開催年月日     |
| ×    | アンドリュー・レオーネ     | 5分3R終了 判定0-3                   | ONE Championship 38: Tribe of Warriors                                                                 | 2016年2月20日  |
| ×    | ケビン・ベリンゴン         | 5分3R終了 判定0-3                   | ONE FC 23: Warrior's Way                                                                               | 2014年12月5日  |
| ○    | ユサップ・サーデュラエフ   | 2R 4:32 TKO（パウンド）             | ONE FC 18: War of Dragons                                                                              | 2014年7月11日  |
| ○    | ジョシュア・アルバレス     | 2R 3:13 リアネイキドチョーク        | ONE FC 13: Moment of Truth                                                                             | 2013年12月6日  |
| ×    | ビビアーノ・フェルナンデス | 5分5R終了 判定0-3                   | ONE FC 9: Rise to Power 【ONE FC世界バンタム級暫定王座決定戦】                                         | 2013年5月31日  |
| ×    | 扇久保博正                 | 3R 3:32 スリーパーホールド          | 修斗 【修斗世界フェザー級チャンピオンシップ】                                                          | 2012年5月18日  |
| ○    | 勝村周一朗                 | 2R 2:24 KO（右ストレート→パウンド） | 修斗伝承 2011 【修斗世界フェザー級チャンピオンシップ】                                                 | 2011年4月29日  |
| ○    | 徹肌ィ郎                   | 5分3R終了 判定3-0                   | 修斗 The Way of SHOOTO 04 〜Like a Tiger, Like a Dragon〜 【修斗環太平洋フェザー級チャンピオンシップ】 | 2010年7月19日  |
| ○    | 扇久保博正                 | 2R 2:08 KO（右フック→パウンド）     | 修斗 SHOOTO GIG TOKYO 3 【修斗環太平洋フェザー級王座決定戦】                                           | 2009年10月18日 |
| ×    | 上田将勝                   | 5分3R終了 判定0-3                   | 修斗 BACK TO OUR ROOTS 08 【修斗世界フェザー級王座決定戦】                                             | 2008年3月28日  |
| ○    | 山本篤                     | 5分3R終了 判定2-0                   | 修斗 BACK TO OUR ROOTS 03                                                                              | 2007年5月18日  |
| ○    | 田澤聡                     | 5分3R終了 判定3-0                   | 修斗 GIG WEST 6                                                                                        | 2006年11月4日  |
| ○    | 田中寛之                   | 5分2R終了 判定2-0                   | 修斗 GIG WEST 5                                                                                        | 2006年6月3日   |
| △    | 田澤聡                     | 5分2R終了 判定0-0                   | 修斗 THE ROOKIE TOURNAMENT 2004 FINAL 【新人王トーナメント フェザー級 決勝】                           | 2004年11月25日 |
| ○    | ホソイ・タカヒロ           | 5分2R終了 判定2-0                   | 修斗 GIG CENTRAL 6                                                                                     | 2004年9月12日  |
| ○    | 田村貴生                   | 5分2R終了 判定3-0                   | 修斗 【新人王トーナメント フェザー級 1回戦】                                                           | 2004年4月11日  |

### アマチュア総合格闘技
| 勝敗 | 対戦相手 | 試合結果                 | 大会名                                               | 開催年月日    |
| ×    | 加藤紳   | 4分1R終了 判定20-25      | 第8回全日本アマチュア修斗選手権 【フェザー級 1回戦】 | 2001年9月24日 |
| ○    | 松尾健一 | 2R 2:00 腕ひしぎ十字固め | 淡路フリーファイト                                   | 2001年7月28日 |

## 獲得タイトル
- 修斗フェザー級新人王（2004年）
- 初代修斗環太平洋フェザー級王座（2009年）
- 第7代修斗世界フェザー級王座（2011年）